# 『ぷっ』すまの企画
『ぷっ』すまの企画（ぷっすまのきかく）では、テレビ朝日系列で放送されているバラエティ番組『『ぷっ』すま』で行われている企画を解説する。なお、行われた回数が少ない企画については割愛している。

## 新・記憶力絵心クイズ
ルール
- 日頃よく目にするものや出演者が小さい頃に親しんでいたものなどで、自らの記憶のみを頼りに似顔絵を描くクイズ。
- お題として出題されるのは特撮・アニメキャラクターや企業などのマスコットキャラクター、芸能人や政治家といった有名人（ボビー・オロゴン、東国原英夫、福田康夫など）などである。
- 判定は第三者（一般人で特に女性）が主だが、お題が特撮・アニメキャラクターやマスコットキャラクターなどの場合は「ご本人」やそっくりさん（バラク・オバマに対するノッチなど）が来て判定する場合もある（例として、『ケロロ軍曹』のケロロ軍曹、『ドラゴンボール』のピッコロ、『天才バカボン』のレレレのおじさん、せんとくんなど）。
- 最下位以外は買い物や豪華料理を楽しむことができ（順位に応じ、制限時間・内容・食器などにいろいろな制約がかかる）、最下位になるとその買い物や豪華料理にかかる料金を全額自費負担しなければならない。
- 以前（新の前）では司会進行がアナウンサー固定であったが、「新」では1位になると次の問題の司会進行役となり、無条件で買い物や豪華料理を楽しむことができるようになった。しかし、最初と最終問題は全員の絵を見ることの大きさを考慮してか、大熊英司アナが仕切るようになった。また、「新」でも司会進行が大熊アナ固定の場合もある。また、草彅が1位になる場合もあるが、自身の番組内における位置の理由からか、その権利を辞退したことがあり、その後も「草彅の絵が見られないと、この企画自体が成立しない」ために草彅が1位になったときには大熊アナが司会を担当することになっている。
- 2012年6月29日の放送分では、名シーン 記憶力絵心クイズとしてターミネーターの中で名シーンだと思う場面のお題が出され、出演者たちで実際の映像と見比べたあと判定が行われた。

特徴
- 草彅の絵は“とても独創的”である。そのため“草彅画伯”と呼ばれ、最後に発表されることが多い。得意なジャンルはヒーロー系漫画のキャラクターで（特に草彅が少年時代に読んでいた週刊少年ジャンプ系のキャラクター）、まれに似せて描いているときもある。
- 草彅画伯はユースケやゲストの描いた絵に対しても独創的な視点で洞察し、発言をする。また、毎回正解の写真を見ては細かい類似点を探し、とても細かいポイントに対しても言及する。
- 草彅画伯は人物がお題の際、何故かアディダスのマークを人物が着ている衣服等に描くことが多い。
- 草彅画伯に対抗できるゲストとしては東幹久、石田純一、石原良純、井上和香、北川弘美、木村佳乃、仲間由紀恵、長澤まさみ、花田勝、MAKIDAI、松たか子などが挙げられる。
- 独創的な草彅画伯の絵に対し、ユースケの絵は基本的に“雑で無難”（このことに関しては本人も自覚している）。それゆえに“king of 無難”とテロップに表示されたこともある（2008年6月3日の放送分より）。しかし（お題の）特徴をよく捉えていることが多く、安定して上位に入ることが多い。
- ユースケは絵を描くためのフリップ、また、そのフリップの裏に文字やセリフを書くことが多い（そのときのお題にちなんだ言葉を書いているが、稀に関係ない場合もある）。
- ユースケが勝利すると容赦なく高額な買い物を行う。そのせいか、「商品の色を限定する」「硬貨つかみ取りなどで金額に上限を設定する」「最下位との対決に勝たなければならない」などといった対策がなされた（最下位との対決が多い）。ただし、最下位が全員の奢りを阻止した場合、ご褒美が食べ物の場合は最下位の人物が番組からのおごりでごほうびを堪能することができるが、ごほうびが買い物の場合は誰も何も買えず、そのまま次の対決に入る。
- 第三者の判定では判定者が絵を描いた出演者の名前を言いいながら絵に指を差すが、草彅は「ツヨシくん」、ユースケは「ユースケさん」呼びで、ゲストは「○○さん」と呼ばれることが多い。草彅より年下の男性ゲストが出ている場合でもジャニースには「くん敬称」の伝統があるためか、草彅は「ツヨシくん」、ゲストは「○○さん」呼びになる傾向がある。なお、草彅は上述のようにあまりにも独創的な絵を描くため最下位になることが多いのだが、判定者が女性や若いカップルのときは2位～3位に滑り込み、最下位を免れることが多かった。

補足
- 2002年7月9日に放送されたサファリパーク編では、実際にトラバスに乗り、動物に関する早押しクイズをし、3人の中で（この日のゲストは深田恭子だけ）最後まで答えられない人物が、ビン底メガネでサファリを回ったのち（2人は普通に観て）実際に直前に観たものを書くという企画だった。
- これに似た「発想力絵心バトル! お絵描きSTATION!!」という企画があるが、これは「実在する動物やモノを、名前だけで想像して絵を描く」という、絵心クイズとは趣向の異なるものである。
- 2006年5月16日には、新企画「ザ・絵心マスター!」が放送された。これは、「記憶力絵心クイズ」と「発想力絵心バトル」を組み合わせたもので、最初は「発想力絵心クイズ」のシステムで、見たことも聞いたこともないようなものを想像して描く問題が出され、途中からは通常どおり「記憶力絵心クイズ」のシステムで進行するという企画。最下位の人は、正解のもの（生物など）を見られずに脳を活性化するための画像や音楽を聞くことになり、上位の人とクイズ対決の後におごったりする。
- 2010年5月6日、10月19日放送分の3 - 4回戦ではあらかじめある人物にあるお題で絵を描いてもらい、その人物がどんな絵を描いたのかをスタッフとのやり取りをヒントにして連想して絵を描き、その人物の絵とどれだけ似ているかでポイントを獲得する「連想力絵心クイズ」が放送された。

## ザ・ギリギリマスター!
ルール
- ある物、ある事（例・風船をどれくらい膨らませることができるか）を、限界寸前で止められるか（寸止め）を競う。
- くじ引きで1番になった人からスタート。限界だと思われるところ（例・風船が割れる直前）でストップし、次の人に交替していく。最後の番号を引いた人が終わったら、1番の人に戻る。
- 限界を超えてしまった（例・風船が割れた）場合、その時点で終了。直前の人が寸止めしたことになり、得点を与えられる。
- 2009年3月31日に派生企画である街角ギリギリマスターが放送された。内容は舞台となるお店で売っていないものを見極める対決や店の商品を使った対決であった。
- 2010年3月30日放送の本放送において派生企画である寝起きギリギリマスターin京都が放送された。

特徴
- ゲームは4 - 5回。最後に得点の多い人が勝利。最終決戦は一発逆転のチャンスもある。
- 草彅はこのゲームに強く、終盤になってからもかなり攻めの行動に出て、結果、たびたび「奇跡を呼ぶ男」と言われている。
- 江頭2:50が問題として登場することが多く、その場合は江頭が体を張った企画に挑戦し、その限界を見極めるものとなる。
- 最近では女性を見た目で判断し、所定のライン（出身地や年齢）を超えないよう選ぶものや、モノマネのレパートリーをどこまでできるか、コレクターのグッズの一覧表を見せてどのぐらい持っているかをそれぞれ予想するもの、動物にエサを与えて指定時間内に食べきれなかったら負けになるもの、アニメ・映画など早送りしていき、設定した場面を映したら負けという「ギリギリ早送り」というものもある。
- ギリギリバストという女性のバストがどこまで本物か当てる企画があり、岡田真由香や松金ようこや中川朋美や今野陽佳など数多くの巨乳グラビアアイドルが登場した。本物バストの場合は服を脱ぎ水着姿になった。偽物バストの女性は普通体型の女性が大きめの服の下に風船を仕込ませていた。

## 物件拝見トレジャーバトル
ルール
- 都内や関東近県の高級住宅、マンションなどの物件を舞台とした宝探しゲーム。
- 草彅・ゲスト・大熊アナの「草彅チーム」と、ユースケ・ゲスト・女子アナの「ユースケチーム」に分かれ、それぞれ指定された物件をすべて巡った上で目的地に早くゴールしたチームが勝利。
- 各物件では最初に「ヒントメモ」が一枚与えられ、チームはヒントを頼りに次の物件への地図とカギの入った「宝箱」を探す。
- 次の物件への地図とカギの入った宝箱以外にいくつか宝箱が置かれており、現金が入った宝箱（ヒントメモが貰える）と所持金没収（所持金0円の場合は罰ゲーム）になるドクロ箱がある。
- 物件には「ボーナスステージ」があることもあり、成功すれば一か所の際は10万円獲得、2か所の際は一箇所につき5万円獲得、失敗なら全額没収（所持金0円の場合は罰ゲームとしてどちらかが犠牲になるロシアンルーレット）となる。このボーナスステージは、見つけたら行わなければならない。
- 勝利チームには豪華料理やギフトセットなどがごほうびとして与えられるが、ごほうびのメニューは宝探しで貯めた現金に見合ったものとなる。したがって、現金が少なくなればなるほど品数・量が減らされ、所持金0円の場合は、勝利してもごほうびなしとなる。あまりにも獲得額が少ない場合は救済措置として敗北チームの集めた現金も獲得できる。

特徴
- ゲストは2人とも女性であることが多く、草彅チームは年長または大人しめ、ユースケチームは年少またはギャル系、となる傾向がある。
- 草彅チームは外国人、ユースケチームはお色気（水着姿など）の女性が登場する仕掛けが定番。また、江頭が「押入れの中の住人」として登場することが増えている。このほかにもさまざまな仕掛け人が登場することがある。仕掛け人はカギもしくはカギの重要なヒントを持ってるので無視することができない。
- 先にゴールしたチームは物陰に隠れていて、あとからゴールしたチームの前に現れ、その旨を明かすことが定番となっている。
- BGMはジョン・ウィリアムズ作曲の“Parade Of The Slave Children”が使用されている。これは映画“Indiana Jones And The Temple Of Doom （『インディ・ジョーンズ/魔宮の伝説』（映画第2作））”のサウンドトラックである。

## ココ1当てまSHOW!
ルール
- 特定の飲食店や販売店において、その店の売れ筋商品（No.1商品）を当てるクイズ。
- 彅スケチームとゲストチームに分かれ、それぞれ1品ずつ選択し、食べ物の場合は完食、身に付ける品の場合はモデルが登場、その後に順位発表となる。
- 1位を当てたチームの勝利だが、2位や3位を当てる「ココ2当てまSHOW!」や「ココ3当てまSHOW!」となることもある。これは1位の商品の知名度が高く、簡単に当てられる可能性がある場合などに見られる。また餃子の王将で行ったときは1位は餃子、この餃子はNG設定でもランキングを隠すでもなく、単に1位のランキングが開放された状態で披露された。
- ランキング内には2つのNGランキングが設定され、それを当てると罰ゲームになる。主に1位と読まれそうな人気・定番商品にかけられている。
- 3時間スペシャルでは「地方の人気スポットの1位」を当てる企画に変更され、それがメイン企画になったことがある。
- 2011年11月25日「ガールズ居酒屋編」では10位を当てると強制終了というルールが追加されていた。

特徴
- 食べ物が問題の場合、途中で食べきれずにギブアップすると、その時点で負けとなる。
- また、相手チームのオーダーしたものは選択できない。しかし、食べたい料理をゲストチームと交換しあうことがあり、ナレーションで「お食事会」と称される状況がまま見受けられる。
- 派生企画が多く「あの人のココ1当てまSHOW!」「一流が選ぶ庶民派ココ一当てまSHOW!」などさまざまなパターンがある。どのパターンにおいても基本的にルールは上記二つと変わらない。ただし、この場合の罰ゲームはくじを引いて選ぶのではなく、「目利きバトル! DON'T OVER」「ぶっつけ本番、ハイスクール」などと同じように番組があらかじめ決めてあるものを行うパターンである。

## 芸能界ビビリ王決定戦
ルール
- あるシチュエーションのコントの中で、仕掛け（5回程度）に対してどれだけ冷静でいられるかを競う。
- くじ引きで役を選び、心拍数、発汗、体内電流などを計測する「ドッキリ計測器」を装着。グラフ数値が150を超える（具体的にどういった計算かは不明）と1ビビリポイントが与えられる。
- ビビリポイントが多かった人には、「KING OF CHICKEN」の称号が与えられ、ローストチキンをかたどったトロフィーが送られる。

特徴
- シチュエーションコントに出演する俳優陣は毎回決まっており、「ビビリ劇団」または「ぷっすま劇団」と言われている。
- 「ビビリ」と名づけられているが、本来の意味の「怖がる・おびえる」といった状況だけでなく、興奮したりなどしてもビビリポイントの要因となる。
- ビビリポイントは150未満から150以上になった瞬間のみをカウントするので、150近辺を行ったり来たりしている場合はビビリポイントはどんどん増えていくが、150以上の状態を維持しておけば（ビビリ続けている状態であれば）その間はビビリポイントは増えない。そのため、極端なほど臆病な人の方が逆にポイント数が低いことがある。
- 挑戦者には台本がないため、すべてアドリブで対処することとなる。特に草彅はアドリブで物凄いものを魅せるため、自身のアドリブでビビリポイントを超えることがある。身体能力を要するものだけでなく、単にアドリブでセリフ言うだけの状態でも数値が上がって自爆することもある。
- パートナーがいて何かをしなければいけなくなったとき（例えば、手を出す）、「やって」と言っても必ず「（ゲスト）がやって」と言われ、明らかに怪しいために相当警戒するが、何も起こらなかったり、予想外なことが起きてビビリポイントが増えることがある。
- 草彅へは派手な演出、ユースケへは色仕掛けの仕掛けが多い。また、草彅の回では銃撃戦になる場合が多く、衣装に火薬が仕込まれていることもある。

## 芸能界見破り王決定戦
- 彅スケvsゲストチームの場合と草彅チーム対ユースケチームで戦う場合がある。
- どちらが本当に演技をしているかなどを競う。主に演技見破り対決、実寸見破り対決、マジック見破り対決などがある。
- マジック見破り対決でMr.マリックなどの豪華ゲストが出演している。また、ゲストが自分でテーブルを動かすといったことがある。

## 駆け引きバトル! 出来るかな!? カジノ
できそうでできなさそうな、できなさそうでできそうな微妙な2つの項目のうち、自分ができそうだと思う方にチップをベット。実際に選んだ方のチャレンジをして、成功したらチップがゲットできる。
1人：3人になった場合、1人の人は成功すれば3倍で、失敗なら没収。3人の方は、3人成功で3倍、2人成功で2倍、1人なら1倍、全員失敗なら没収。最終的なチップの枚数で賞品がもらえる。商品はトイレットペーパーから、最高は42型プラズマテレビまで。最初は10枚からスタート。

## 我流グルメ こだわり三択王!
ルール
- 個人戦。個人的にはとても美味しいが、ほかの人にはその逆に思われそうな食べ合わせの料理（メロンにマヨネーズかけ、あんこ豚カツ、かけそばの蜂蜜がけなど）をおのおので三品ずつ試食、それらがどれだけ美味しいかをプレゼンした上で、そのプレゼンの信憑性や試食中のリアクションをもとに、ひとつだけ入っている「ニセ我流」（食べるのに支障をきたすほど美味しくないor食べたことがないもの）を当てる。
- 不正解の場合には、罰ゲームを行うことになる。当てることができれば10ポイント、全員騙せば出題者に10ポイントが加算される。全員分行って、得点に応じて優勝やごほうび、獲得ゲームの難易度が変わる。

## 右折ドライブ
ルール
- 目的地点までを直進と右折のみで目指す。左折、Uターンは禁止。左折は1回するごとに1万円を払わなければならない。一方通行などによって左折しかできない場合は強制的に支払わされる。支払った左折料金は、ゴールできなくても返還されない。また、道なりの左折は法規上の直進に当たるため、左折には該当しない。しかし、交差点がY字になっていたりして、通過時にどちらが法規上の直進か判断できなかった場合などで判断が難しい場合は、最終的には伴走車のスタッフが判断している。
- 制限時間内に到着すればごほうびや（買い物の場合、上限金額が設定され、左折するたびに半減、動物園など、体感するところではその場所で体験することができるものを体験することができたり（この場合は左折すると1万円を払わなければならない））ゲームのアドバンテージが与えられる（例・ごろ寝スコープをして動物園内を歩行しなければならない）。また、2006年9月19日の放送はゲストのドライバータイムに勝てば番宣10秒。左折1回につき3秒番宣タイムが減るルール、2007年8月21日の放送は番宣のあるゲストは勝利するごとに10秒の宣伝時間が与えられた。

## 試して足して 体感チャレンジクイズ
- 草彅、ユースケとゲストの2人+助っ人の計5人が、あることに挑戦し、その合計を予想する。
- 挑戦の前に助っ人が登場。それを自分の判断で見極めてもらう。
- 1人1人が挑戦して、その合計が近い順に、1位10ポイント、2位5ポイント、3位1ポイントが与えられる。ただし、助っ人は毎回替わるためポイントはなし。
- 最後に助っ人が挑戦。その手の名人だったり、見掛け倒しの素人だったりする。ただし、ほとんどの場合は本物の達人である。黒色人種の人の場合、素人のことが多いが持ち前のパワーで高記録を出すこともある。
- 最後にポイントの多い人が勝利。最終決戦は一発逆転のチャンスもある。
- 素人がやったらどれくらいの数値になるのか知ってもらうために、大熊アナが見本を見せることがある。
- 1度だけ、大熊アナが助っ人になったことがある。お題は「台風の中での生レポート」であった。
- 大熊アナがお題に合わせた服装をするときがある。
- 類似企画として、2003年5月13日に放送された「実験クイズ! 試してみまSHOW!!」という企画があった。体感チャレンジクイズと相違点は、2回戦と4回戦は彅スケ＋ゲストはチャレンジせずに、助っ人のみがチャレンジし、その記録を当てるというものだった。

## 目利きバトル! DON'T OVER
- ある金額、カロリーなど、設定された数値以内に収めるように、彅スケチームとゲストチームが交互に物（または人）を見た目で選択。それを1つ1つ加算する。
- 数値をオーバーするまで続けられ、一定の数値をオーバーしたチームが負けになる。
- 最後に得点の多いチームが勝利。最終決戦は一発逆転のチャンスもある。
- 最近[いつ?]はあまり行われていなかったが、2007年9月4日に「マニアック DON'T OVER」として復活した。
- 2009年6月23日放送分では、楽器店で上限30万円としてゲームが進められたが、彅スケチームが残り7円（合計29万9993円）のところまで追い詰めゲストチームの関根勤・藤本美貴組をギブアップさせた。

## 栄養摂取バトル・フードバランスキング!!
- 基準となる人物（第2回目以降はある状態に有効な栄養素）を決め、1日に摂取しなければならない栄養素を彅スケチームとゲストチームがどちらが先にバランスよく摂取できるかを競うゲーム。
- ビュッフェ形式だが、カウントされるのは1人前の量。取った分は食べきる必要がある。このコーナーに限らず完食が決まりであるが、相手のチーム（もしくは大熊アナ）に食べてもらっても完食とみなされる。
- 先に選ばれたものはいくら食べたくても選べないので、彅スケは取り過ぎた料理と引き換える（もしくは食べてもらう）という行為をよく行う。
- 決められた3つの栄養素が規定範囲内（CLEARゾーン）に同時に収まれば「ALL CLEAR」で勝利となる。
- 決められた栄養素以外にほかの栄養素も4つほどグラフで登場する。しかし、次の食品のときにはリセットされてゼロになる。
- 規定範囲の上限を超えてしまった（DEADゾーン）栄養素は規定範囲の下限の半分までカットされてしまう。
- 2007年7月17日放送分までは、各チーム1戦中1回だけ「おじゃまカード（出てきた人物が勝手に料理を選んで食べる）」を使うことができた。ただし、あくまで“好きな料理”を食べるため、あまり変動がなかったり、最悪、相手チームを助けてしまうことすらある。
- 2008年2月19日放送分からは、「おじゃまカード」に代わり「プラスマイナス棒」が登場。これは、指定した栄養素のグラフを上げたり下げたりすることができる。ただし、その栄養素が多く含まれているジュースを飲まなければならない。ジュースの濃度は3段階に分けられており、プラスにする場合は濃度100%でグラフ倍増、50%で2分の1上昇、20%で4分の1上昇する。逆にマイナスにする場合は、濃度100%でグラフ半減、50%で3分の1減、20%で5分の1減となる。使用できるのは1回戦につき、各チーム1回のみ。ALL CLEARとなる場合は使うことができない。
- 2008年7月29日からは「横取り押し付けチャンス」として、出演者がゲームで対戦し、勝利チームが栄養グラフの1つを相手チームから横取りしたり押し付けたりするゲームが設けられた。執行されるときに大熊アナが振りつけ付で掛け声を出す。
- 負けたチームはそれぞれの栄養素を多く含んだ食材をミキサーで混ぜたジュースを飲まなければならない。一定カロリーを消費するなど、これ以外の罰ゲームもできた。
- CLEARゾーンと未CLEARゾーンの幅の比率は正しくない。よって、栄養豊富なものでもCLEARゾーンの中ではグラフの伸びが鈍ったりすることがあり、数値の情報をよく見る必要がある。

## 芸能界完ペキ男（パーフェクトマン）決定戦!!
- あるシチュエーションのコントの中で、仕掛けられた危機的状況（レストランでデート中に隣の席の男が暴れ出したなど）に対し、パーフェクトマンとしてどのように回避するかを実演してもらう｡
  - 挑戦者が女性の場合は｢その行動を自身の手本にしていいものかどうか｣という評価ポイントになる｡
- 審査員として人妻、OLなど女性20人それぞれに支持・不支持を表明してもらい、その女性陣からの支持率で競う。2006年10月2日の3時間スペシャルでは女性の著名人が審査員として加わっていた。
- 彅スケはそれぞれ面白さを追求した実演に走る。
- 第1回目に近藤真彦がゲストとして呼ばれ、「彼女の元彼とのトラブルを金で解決する」というショッキングな面を見せた。しかし、｢プレゼントを買い忘れた｣ときの対処法では｢変なもの渡されるよりはマシ｣という評価を受けた。
- “あらゆるシーン”に出演する俳優陣は、上記の「ぷっすま劇団」が出演している。
- 俳優のは佐藤隆太が「高校受験を失敗した息子を慰める」というチャレンジでは、佐藤が実際に高校受験を失敗したときのエピソードが語られていた｡

## 芸能界あいまい記憶力王決定戦!!
- 昔話・童話やアニメの正確なストーリーを自分の記憶で完成させ、ストーリーの中のキーワード20個を制限時間内に言い当てるゲーム。彅スケチームvsゲストチームの2vs2で対決する[1]。
- この企画では、出演者は自分の名前が平仮名で書いてある名札をつけるときがある。また、大熊アナは熊の絵がデザインされているエプロンを着用している。
- キーワードには難易度に応じてポイントが設けてあり（10 - 100ポイント）、キーワードがすべて解答されるか、2 - 3巡した時点での獲得ポイントで勝敗を決定する。
- 敗者は、出題された話に関連した罰ゲームがある。しかし、実際はロシアン（『キン肉マン』『かぐや姫』『アルプスの少女ハイジ』など）や一発ギャグ（『あしたのジョー』など）、モノマネ（『ドラゴンボール』『ルパン三世』など）といったぷっすまの定番罰ゲームに発展しやすいものを関連づけてることも多い。
- 堂本光一と中丸雄一がゲスト出演した回で『Dr.スランプ アラレちゃん』の第1話の問題が出題された際、堂本が「（アラレちゃんに）オ○○○○（○の部分は口をこもらせていた）が付いてるの！」と言い、ユースケや大熊アナに突っ込まれていた。納得のいかない堂本は続けて「（アラレちゃんが）チンチン！　チンチン！って」と発言した為、ナレーションとテロップで「スーパーアイドルにつき発言には注意して下さい。」と更に突っ込まれていた。その後、大熊アナの「（アラレちゃんには）何かが無いらしいですよ」というヒントから堂本が言った「へそ」という一言を聞いたユースケは「分かった！　あった！　そのエピソード！」と反応した[2]。
- 『キン肉マン』の問題（黄金のマスク編）が出題された回で、この回のゲストであった眞鍋かをりが登場人物の必殺技を答える際に「裏DDT」と回答し、同じくゲストであったケンドーコバヤシに「それはエル・サムライの必殺技やないですか」と突っ込まれていた。

## ペア当て眼力バトル! リアル神経衰弱!
- 神経衰弱感覚で競うゲームで、Aグループと1つ多い（いわゆる「ジョーカー」の入った）Bグループが登場。それぞれの組み合わせを予想する。ただし、それぞれのグループが人間とは限らない（例：人間と服など）。
- ジャンケンで先攻、後攻を決める。ルールは神経衰弱と同じく、間違えるまで解答可能。間違えた時点で交替。2回連続で間違えると、罰ゲームが執行される。なお、解答前に2回まで質問できる。
- 正解の多かったチームが1ポイント獲得。3回戦勝負でポイントの多かったチームが勝利。
- お笑いタレントのボケとツッコミを当てる問題も行われていて[3]、その際、X-GUNのさがね正裕、ずんの飯尾和樹、アリtoキリギリスの石塚義之、つぶやきシロー、オアシズの大久保佳代子、有吉弘行、ムーディ勝山らが出た。このとき、ジョーカーの芸人は既に正解をわかられた上での要求を受けることが多い。この問題のとき、ゲストがお笑い芸人である場合は「共演経験等があるであろう」という理由から回答することができない。また、ネタなどでコンビが同じ衣裳を着ている場合は、それをヒントに当てられることを防ぐために、お揃いではない普通の衣裳を着用していた（ジャルジャル、ビックスモールン、モエヤンなど）。のちにぷっすまにたびたび出演することになるオードリーのぷっすま初出演はこの企画であった。
- 福井裕佳梨（声優も兼任）、小泉エリ、喜屋武ちあき、長尾麻由、大網亜矢乃の5人のアイドルは、誰が何のオタクかを当てる問題に、グループのメンバーとして出演したことがある。
- 部屋とその住人を当てるというゲームも行われているが、最初に1組だけ正解してあとはことごとく外してしまうという事態が一度発生したことがあった。この際、ユースケは｢なんでわかりやすい部屋に済んでいる芸人がいないんだ！！　地球儀あるんだったらもうゴー☆ジャス君の部屋でいいじゃん！！｣などの言葉を発した（そのゴー☆ジャスの本当の部屋にはイラストがあったのだが、そのイラストが写っている写真の端っこにゴー☆ジャスがいつもネタに使っている地球儀が写っていたが、そこには気づかれなかった）。
- テレビではいつも舞台衣装を着ている芸人の私服を当てるというゲームを行われた際には、小島よしおが出品する私服を着て出演者（劇団ひとり）に朝、あいさつに行ってしまっていたために、その結果、すぐに当てられてしまうという事態が発生したことがあった。
- 2010年7月27日放送では、趣味がダーツだと明らかになった芸人がその場でダーツの腕前を見せ、何度やっても中途半端な結果だったのに対し、直後にダーツをした草彅は一発でド真ん中に命中させていた。

## 達人技に真っ向勝負! ザ・スピードマスター決定戦
- さまざまな、「○○達人」と呼ばれる達人が登場し、そのうちの1人の達人技と手持ちのカードに指名されているお題と対決する。
- 神奈月が変身の達人として、よく出ており、テロップでレギュラーコーナーとされたことがある。
- お題には得点が書いており、達人に勝てばその分のポイントをゲット。お題は自由に選べ、達人はくじ引きで決める。
- お題の内容はさまざまなものがある（例　「ガリガリ君1本早食い」や「路線虫食い当てクイズ」など）。得点は難易度により10点・20点・30点と3段階。
- 最終的に獲得ポイントが多いチームが勝ち。

## パッと見グルメ ピッタリ食べまSHOW!!
- 指定された食べ物の、「ケーキを残り500kcalまで残す」というふうに指定された単位量を食べながら/飲みながら最終的にピッタリのカロリー分を残すゲーム。
- 彅スケチームとゲストチームで対戦し、指定された単位量に近いチームの勝ち。
- 1回戦ごとに負けたチームがさまざまな罰ゲームを受ける。

## 彼女の家で手料理予想! ドキドキYESクエスチョン!
- 女の子の部屋を探索し彼女のYESを予想。YESならば質問毎に設定されているジャンルに合ったヒントカードを貰える（初回放送のみ、YESの数が多いチームが2枚、少ないチームが1枚もらえた）。
- のちに手料理を予想する。両方とも不正解ならば互いに1問ずつ追加で聞ける。
- 見事料理を正解したら試食できる。負けたチームには彼女が欲しい物を自腹で買取。

## ぶっつけ本番! ハイスクール
- 子供の頃はできたことに今改めて挑戦する企画。
- 個人戦では教室のセットで、学校で習う物事やアニメソングを歌詞を見ないで唄うことに挑戦。1人成功につき10ポイント獲得できるが、不正解だと罰ゲームを受ける。
- 団体戦ではオークションチャレンジを行う。自分達が挑む条件を記述、より厳しい条件を記述した側から挑戦権が与えられる。そこで自分達が立てた条件をクリアできれば20ポイント獲得。そのほかにも普通の団体戦を行うこともある。
- 途中経過を紹介する時のBGMは、イモ欽トリオの『ハイスクールララバイ』が流れる。
  - ゲームソフトのチャレンジがある場合はまずは、家の一室という設定で、ファミコンのレトロソフトを用いたチャレンジ。給食のチャレンジがある場合は給食着に着替えた出演者一同が教室でまずは普通に給食を食べ、その後、給食に関連したチャレンジを行う。その後、屋外という設定のセットで、鉄棒やホッピングなど、体力や技術を要するチャレンジに挑む。
- 彅スケチームとゲストチームが対決し、最終的にポイントの多いほうが勝者になる。勝者には始めはごほうびがあったが次第にない放送もされるようになった。敗者には罰ゲームがある。
- 現在は「ぶっつけ！　○○」として夏祭りを主体とした特別編やゲストにちなんだゲームを行うこともある。

特徴
- 出演者はいずれも衣装が用意されており、室内では学生服、給食時は給食着、運動系の競技では名前入りのジャージを着用している。
- 冒頭部分ではたいてい、番組のオープニングと同様、彅スケとゲストによる小芝居が入る。
- 高校生という設定のため、対戦は「1回戦・2回戦……」を「1時間目・2時間目……」と表示される。
- 後述するゲーム関連の関係からか、この企画にはゲーマーを自称する、またはゲームと何らかのかかわり合いがあるゲストがキャスティングされる傾向がある。
- 草彅はオークションチャレンジに強く、ゲーム、ラジコン、運動のどれでも高記録を出すことが多い。
- オークションチャレンジの成功・失敗のアニメーション演出は、関口宏の東京フレンドパークIIの金貨獲得、不獲得を模したものである。

## あたかもディクショナリー
ルール
- お題のものをディクショナリー（辞書）のように説明する企画。
- お題の説明文には空欄があり、初期のころは空欄に当てはまる言葉を当てた人全員にキーワードに書いてある賞金がもらえるというルールだったが、2008年3月4日の放送以降はキーワードに書いてあるポイントに変更された（もらい方は賞金時と同様）。また、正解発表後に正解に近い答えだと主張してポイントをもらうこともできる（このことを番組内では後検＝（あとで検討）と表示、呼称している。
- その賞金はご褒美に使用することができるが、のちに逆ディクショナリークイズ（辞書に書いてあることから何について書かれているかを当てるクイズ）、辞書早引きクイズが行われ、1・2位になればごほうびがもらえる（食べられる）が、3位はごほうび没収・4位はごほうび没収の上に1・2位のごほうびの代金を自腹で支払わなければならなかったが、上記のルール変更に伴いポイントが高かった人から順に良いごほうびがもらえ、最下位のみが没収、自腹清算するというルールに変更された。また、2008年10月28日放送分以降では（詳細は後述）では上位ほうびの場合と下位罰ゲームの場合に分かれる場面も登場した。
- 2008年7月22日の放送からは全員が同条件のごほうび（ごほうびの量や買い物の時間、代金など）となり、ワード当てクイズの順位によりごほうび獲得クイズのハンデが決まった（解答ボタンまでの距離、解答ボタンを押す回数など）。
- BGMにはアニメ『ハヤテのごとく!』のものが多数使用されている。
- 派生企画として「業界用語あたかもディクショナリー」、「あたかも動物図鑑」、「あたかも占いディクショナリー」などがある。業界用語〜と動物図鑑〜はさまざまな業界用語や動物の説明文を同様のルールで埋めていくというもの、占い〜は出演者の占いの結果を当てていくというものである。
- 2009年に入ってからは、ロケ先でこの企画を行うことが多くなった。
- 2009年12月22日以降は類似企画として「あの人のコメントを当てましょう・リポーターリピート」という企画が放送されている。基本的なルールは「あたかもディクショナリー」と同様だが文章の代わりにリポーターのコメントを穴埋めする部分が異なる。

## 料理コメントの謎を解け! 逆算フード刑事
推理対決。
ルール
- おじいさん・料理研究家・東大生・幼稚園児・東北弁や大阪弁の主婦（主婦は友人同士の2人組）などに、ある1つの料理を食べてもらい何を食べたのかを当てる企画。
- 1回目では食べる人によって獲得ポイントが違い、その合計点で勝負を競うというルールだったが、2回目以降はくじ引きで食べる人を選んで交互に料理を選び、早い段階で当てたほうが高ポイントがもらえるというルールに変更された。
- 2回目以降はメニューが容疑者、正解が犯人、食べる人が証言者と表記されている。また、彅スケ、ゲストは供に刑事という設定であるため、料理に対して取調べ風の小芝居をすることがある。
- 勝者には獲得ポイントにより10万円分のお取り寄せギフトやWiiなどさまざまなごほうびがもらえ、敗者には罰ゲームがある。罰ゲームは1回目では最終戦のみだったが2回目以降は1回戦ごとにある。
- 獲得ポイントが高い人ほどヒントが少ないとも限らない。1回目の第1ラウンドでは100ポイントのガーナ人より60ポイントのおじいさんのほうがヒントが少なかった（このとき、おじいさんは「表現できない・入れ歯にもってこい」などのヒントしか言わなかった）。
- 2008年8月19日放送では、すべてギャル男のヒントによって正解の料理が分かったため、“ギャル男常識人説”が説かれた。
- 2008年9月14日放送分の第2回戦では食べ物ではなく証言者が見たり触ったりした犬の種類を当てる逆算ドッグ刑事が放送された。

## ○○が水着に着替えたら
お色気対決。
ルール
- 彅スケチームとゲストチームに分かれ、最初にそれぞれのチームで女性に着てもらうための水着を選ぶ。
- 続いて、街中で道行く（という設定の）女性に出演交渉を行い、了承してくれた女性に各チーム1つずつ水着を渡す。
- 会場に来てくれた女性はどちらかのチームの水着を着て登場。選んだ水着を着てくれた女性の人数が多いチームが勝利となる。
- 2008年7月15日と10月7日放送の「あの娘が水着に着替えたら」ではルールが一部変更になり、あらかじめ会場に集合した様々な職種の女の子20名から水着OKの子を選ぶ。水着NGの子を選んだ場合はシルエットには登場せず（10月7日放送はシルエットに「NG」の文字が写る）、彅スケとゲストの両方が罰ゲームとなる。

特徴
- この企画においては「物件拝見トレジャーバトル!」とはほぼ正反対に、ゲストが2人とも男性であるのが特徴である。
- ○○には、OL・彼女・卒業生・新入生・新成人など、いろんなパターンがある。
- 水着を渡した女性が必ずしも会場に来るとは限らないため、参加人数は最後まで不明。
- 放送は水着にちなんで比較的夏に多いが、「卒業生」や「新入生・新社会人」のように春だったり、冬にも何回か行われた。
- 水着が選ばれなかったチームの前には目隠し板が現れ、水着姿の女性を見ることができない。
- 結果発表の前に、カーテン越しや女子アナの持つCCDカメラで身体の一部を写す。
- 登場後の女性は、チームの後ろに並ぶ。この後ろに並んだ女性はどちらのチームからも見ることができる（しきりは設けられている）。
- この企画に限り、大熊アナの代わりに武内絵美などの女子アナが進行を務めることが多い。
- 『ぷっ』すま初期からの企画で、2006年3月21日の「卒業生が水着に着替えたら」から長らく放送されていなかったが、2008年7月15日に、実に約2年4か月ぶりに「あの娘が水着に着替えたら」が放送された。
- 毎回必ずTバックやマイクロビキニやスリングショットのような着るのは到底不可能な水着を渡される女性が存在した。
- 勝ったチームはご褒美タイムと題して露出度の高い水着を着たモデルを鑑賞出来るのだが、その手前に1つ障害があり確実に見れない仕様になっていることがオチであった。逆に負けたチームが罰ゲームという回もあった。

## ブランド見極めバトル1チャンスチョイス
見極め対決。
ルール
- 四品の料理の中からブランド物の食材が使われている料理はどれなのかを当てる企画。
- まずは、お題となるブランド食材が発表され、その後そのブランド品で作られた料理と安物で作られた計四品の料理を順番に食べていきブランド食材が使われていると思ったものをチョイスする。ただし、チョイスするチャンスは一品につき一度だけで一度スルーしてしまうともう戻ることはできず一度チョイスしてから選びなおすのも不可（ただし、チョイスした後も料理は食べることができる）。なお、最後までチョイスしなかった場合は四品目をチョイスすることになる。
- 2009年9月22日放送分の2回戦から、「パーフェクト1チャンスチョイス」が登場した。まず、お題の料理名と3つのお店が発表され、その後1品ずつ3品を食べて、どこのお店かをチョイスする。ただし、1品目でチョイスしたお店は2品目以降、選べない。このゲームでは、“3品と3つのお店がすべて合っていないと不正解”となり、1品だけ合っていても、罰ゲームとなってしまう。同年10月27日以降はこちらが企画名となり、前述のブランド見極めは行われなくなった。
- 同じ料理で食材の違いが分かってしまうのを避けるためか初回放送の1回戦を除いて料理は一品ごとに異なっている。
- 当たりではない料理に使われている食材は必ずしもブランド食材と同じ食材の安物であるとは限らず、まったく違う食材が使われていることもある（お題はウナギだがアナゴを使った料理が出てくるなど）。
- 料理が出終わったあと出演者の前にはフタ付きの皿が並べられ、フタをあけて中に料理（または正解の札）が入っていれば正解で10ポイント獲得。入っていなければ不正解で罰ゲームがある（不正解者が複数いる場合は不正解者全員が罰ゲームを受ける）。

## 知ったかマニア王
- お題について自分が知っている中で最もマニアックだと思う知識を披露し、その知識を審査員にボタンを押して判定してもらい、審査員がボタンを押した数だけポイントを得ることができる企画。1回戦ごとにポイントが最も低い人が罰ゲームを受ける。
- 披露した知識が疑わしい場合は調査機関による調査が行われる。
- お題がマイケル・ジャクソンだった回で、ユースケは以前絵心クイズでマイケルがお題だった回にて草彅が発言した『マイケルはケンタッキーが大好き』を引用した。
- 2010年9月14日の放送以降は、ロケ先でこの企画を行うケースも出てきた。また、この回以降からはルール説明時やCM等のメインBGMとして、『GO! GO! MANIAC』のイントロが使用されている。

## 私のツボ たとえ亭
一人があるテーマについて、「自分がいかにそれが好きか」を熱弁し、ほかの3人が「○○（弁者）にとって□□（テーマ）とは？」に合わせて例える。弁者がどれだけその例えに共感したかは、弁者の手元にある共感ボタンで判定する。トータルの共感ポイントが一番多い人物がご褒美をもらえる。

## オレコツオークション
出演者以外の芸人が「グルメ」「ライフスタイル」などの分野において「自分だけが知っているが知ったら絶対にマネしたくなる知識」（俺コツ）を披露し、出演者はその知識に対していくら位の金額なら出せるかを入札し最も入札額の低い出演者（最下位が複数いる場合は最下位全員)はその知識を見ることができず、それ以外の出演者は知識を披露、伝授してもらえるという企画。
入札額は出演者それぞれの出演料から天引きされ知識を披露した芸人はその合計をおこづかいとして受け取ることができる。最終的に最も入札額が多かった人物（初回放送分ではそれに加え最も落札回数が低かった人物）には罰ゲームがあり、最も低い金額で落札した回数が一番多い出演者には金一封が贈られる（第二回目から）。

## おもてなし-1グランプリ
- タレントの家庭にてホームパーティーを開いてもらい、3時間の準備期間を経て、そこでどんなおもてなしを受けるかを予想する。負けたチームは自腹でターゲット一家が今一番欲しいものをプレゼントする。
- 事前にターゲットにはスタッフが「『ぷっ』すまの打ち合わせを（ターゲットの）自宅で行う旨」を伝えており、改めて電話で「3時間後に出演者総出でホームパーティーを行うから準備しておいて欲しいとの旨」を伝える。
- ターゲットの条件は「ホームパーティが大好きで、自宅でよく開催している芸能人」であり、また、「奥さんがテレビで放送してよい、一般人ではない（元・芸能人の）女性」という条件の下、行っている。一般人の場合は「彅スケとゲストで簡単な似顔絵を描き、終始その絵で顔を隠す」という手法がとられる。
- 予想は番組で用意されたパネルから選択する形式で、1つ正解する毎に10ポイント、「書き込み系」の中身も正解した場合は50ポイント獲得となる（例えば「おもてなし料理が出る」と予想後に「ちらし寿司」と書き込んだ場合、ホームパーティーでちらし寿司が出てくれば50ポイント獲得、それ以外の料理が出た場合は10ポイント獲得）。

エピソード
- 花田勝宅にて、花田自身の断髪式の際にカットしたもので、固めてガラスに貼り付けられているマゲが公開された｡

## 世界の料理翻訳バトル!!
翻訳対決。
ルール
- いろいろな国のレストランで、お題料理を出し、その国の言葉の多数のメニューから選び、それを食べて、お題料理を当てるゲーム。

## 日帰りアルバム旅行
- 「彅スケがホスト役として富士宮の様々な場所・物・人を案内していく企画」を発展させて不定期に行っている地方ロケ企画。
- あらかじめ「思い出」のみが書かれたアルバムを持って、その場所のローカルスポットや人などを探し、書かれている「思い出」に合わせた写真を撮り、アルバムを完成させていく。
- 放送時は必ず前半と後半の2週にわたって放送される。
- この企画は当初は大熊アナは出演せず、2010年3月9日放送分は進行役としてテレビ朝日アナウンサーの八木麻紗子アナが登場し、さらにこの放送からごほうびをかけた対決なども行われるようになり、大熊アナも2010年5月25日放送分以降は出演している（ただし、途中からの参加、あるいは、途中で離脱することはある）。

## ○○にしてあげたい10の事!!
- 彅スケがお互いを喜ばせる企画を考え、それを実行するというもの（草彅は乗馬・カレー振る舞いなど、ユースケは地元大分の観光）。
- 登場者は彅スケ2人のみであり、ゲストを呼ぶことはない（ただし初回だけ大熊アナがちょっと顔を出した）。
- 発展系として、「彅スケにオススメしたい10の一芸!!」などもある｡
- もてなしの項目ごとにもてなされる側が満足度を星の数（星10個が満点）で評価する｡もてなしの項目はまとめて行う場合もあり、その場合は総合で評価する｡

## 芸能界お抱えシェフ－1グランプリ!
プライベートで自身のためにプロ顔負けの料理を振る舞う後輩芸人を抱える芸人が、そのシェフ芸人を紹介して、紹介された芸人たちの料理を実際に彅スケやゲストが食べ、採点をする企画。

## あの人のコト知ってるつもりクイズ！
ゲスト出演者にニセ番組のドッキリを仕掛けて彅スケが（放送内2回目は1回目のゲストと共に、以降はゲスト全員が参考解答として）解答を選択して交友関係の度合いを番組スタッフの独断で決める企画。
初回は9月7日放送回より2週連続で放送。

## 芸人カードバトル お好み瞬間芸!
草彅チームとユースケチームにそれぞれ4組ずつの芸人が分配され、瞬間芸を披露。ゲストが10点満点で評価し、4ラウンド終了時点で勝利数の多いチームが勝利。負けたチームのリーダーは罰ゲームとして、芸人が披露した瞬間芸に挑戦しなければならない。
ゲストは物件拝見トレジャーバトル同様、女性のみが呼ばれている。
芸人の瞬間芸は出演者の受けが良かった場合は「おかわり」としてもう一度ネタを視聴できる。ガリットチュウはおかわりの際に福島のモノマネの人選（『バック・トゥ・ザ・フューチャー』シリーズの悪役であるビフ等）があまりにもマニアックすぎたため、ゲストは理解できないことが多く、マイナスの意味で点数に響くことが多かった。

## 草彅剛の部屋
ゲストとこだわりトークを繰り広げる企画。ソファ3個に草彅、ユースケ、ゲストがそれぞれ座りながら話す。2000年5月23日と5月30日には笑福亭鶴瓶が出演した。

## 草彅剛特製のカレーライスを御馳走しよう!
草彅の手作りカレーライスをゲストに御馳走する企画。
カレーライスの材料購入の様子からロケで撮影され、実際にカレーライスを作っている様子、出来上がってから彅スケとゲストでそれを食べる様子も放送される。

## 草彅剛 ギターマンへの道
草彅がギターに興味を持ち始めた段階から本人のその様子を追っている企画。

## 部活動企画

### イカ部
イカ（烏賊）に関する知識を深め、イカの素晴らしさを世間に広める、イカ愛に溢れた部活動。部長は草彅。実際に船で海に出てイカを釣り上げるという活動などが行われる。また、ゆるキャラのイカが登場したりもする。
イカ部特製グッズ
草彅部長の描いたイカのイラストがプリントされている（例外もある。以下参照）。
- Tシャツ
右袖には「ライバルはタコ」左袖には「イカす君が好き」の文字がプリントされている。部員はこのTシャツを着用して部活動を行っている。
- ステッカー
- てぬぐい
「イカ魂!!」の文字がプリントされている。部員はイカ釣りに際して、このてぬぐいを首に巻いている。
- エプロン
草彅部長デザイン。このエプロンにはイカのイラストはプリントされていない。「I♥イカ」「世界はイカで回っている!!」「イカっちゃいやよ♥」などの文字がエプロンにプリントされている。
2014年5月16日放送分の「いかめし」作りの際して、彅スケとゲストのFUJIWARAの二人・おのののからの部員が着用していた。
- リストバンド
「ALL FOR IKA」の文字が有り。「右側：文字、左側：草彅部長の描いたイカのイラスト」と「右側：草彅部長の描いたイカのイラスト、左側：文字」の二種類。部員はイカ釣りに際して、このリストバンドを装着している。

登場したことのある、ゆるキャラのイカ
- イカール星人：イカが名物の北海道函館市の観光PRキャラクター。
- 活イカ活っちゃん（弟）：島根県隠岐郡西ノ町のPRキャラクター。
- キラリン：富山県滑川市のPRキャラクター。ホタルイカをモチーフにしている。
- ブラック番長：新潟県糸魚川市のB級グルメ『糸魚川ブラック焼きそば』のPRキャラクター。

### ピザ部
ピザを実際に作ったりなどして、ビザを研究していく企画。

### 激辛部
草彅チームとユースケチームに分かれたりなどをして、激辛料理を食べる企画。部長は道端アンジェリカ。ゲストにはアイドルなどが登場し、参戦する。

### 新居押しかけ部
番組上で新居の自宅を紹介する芸能人には気づかれないように、彅スケやゲストが様々なミッションをどれだけクリアできるかの企画。彅スケやゲストはお土産を持参する。

### アイドルダンス部
2012年9月28日放送分の「草彅 剛がユースケさんにしてあげたいコト」（草彅の勧めで初めてダンスの楽しさを味わったユースケ）から派生した企画。
ダンスの踊れる大人を目指しダンスを習得する。部長はユースケ。ユースケ同様にダンス初心者クラスの芸人などが部員。ただし、草彅においてはユースケからダンス万能説（ダンスをやっているから何でもできる）をたびたび唱えられるほど、当番組のスポーツ企画で活躍を魅せてきており、ダンスを得意とするが例外で部員となっている。
毎回、アイドル曲のダンスをマスターするにあたり、そのアイドルたちが出演し、部員が実際に踊るメンバーのダンスを披露する。彅スケとゲストの部員の踊るパートは分かれるが、前述の通りのため草彅は一番難しいパートを担当している。なお、草彅はダンスの振り付けを覚えるのもずば抜けて早く、披露したダンスも2015年1月23日放送分では出演のアイドルから「完璧でした」「自己流な感じも格好よかったです」と言われるなど高い評価を受けてきている。
本番では主体となるメンバーがダメなダンスだと判断した場合にはミスのボタンを押され、全てを通して合計5回になったら最初からやり直しとなる。

## 過去に放送されていた企画

### 普通免許一発合格への道
- 多忙な草彅が自動車の運転免許証を取得していなかったことから、本格的に免許を取るのを目的とした番組初期の企画で人気コーナー。番組内で教習所に通うということが主旨となった。
- 教習所や路上でさまざまなミラクルを起こした。後期では自動車教習所の指導員資格を保有する北川えりが「えり教官」としてレギュラー出演していた。
- 教習所以外では、野外教習と称しドリフトやスタント的なことをしていた。その後、決まってユースケが「このような運転はしないように」草彅が「じゃあ今日はなんだったんですか」といった言葉を発するのが定番であった。2001年6月19日放送では車を横転、破壊したことがある。
- 静岡県伊豆の国市のモビリティパークでのロケでは土屋圭市が同乗し丸太越えや、V字溝走行を行った。
- 2002年5月7日に免許二次試験についての放送があった。学科試験に合格し、仮免許の有効期限が切れる直前に最初で最後の技能試験を受け見事合格。目的を達成し、この企画は終了した。
- 2006年9月26日に彅スケが選ぶベスト5として名場面を再放送。土屋圭市とのバトル、車横転などの様子が少しだけ放送された。
- ゲストに児玉清、土屋圭市などが登場している。

### 芸能界見極め王決定戦「ホンモノはどれだ!」
50mほど離れた先に複数の食品や人物が登場し、お題に合った物を当てる。分からない場合は段階毎に近づけ、10段階目が最接近となる。正解したチームはその段階に沿った成果報酬の料理を食べることができ、正解できなかったチームはそれ相応の料理を食べることになる。食品を当てる問題では、本物以外は精巧にできたサンプル品が登場し、出演者を驚かせていた。

### 高級料理争奪ボウリングルメ
2チームに分け、ボウリングを行う。1フレームに倒れたピンの数分、指定の料理を食べるという企画。ストライクやスペアの場合はくじ引きで食べる数（最大10皿、最低1皿）を決定する（初登場回のみ0皿）。9ピン倒せば1皿となる。

### だんだんボウリング
ボウリングルメの進化版。1フレームに倒れたピンの数によって食べる料理の条件やゲームの難易度が変化する（多くピンを倒すほど、良条件）。ただし、（例え何ピン倒していても）相手チームより倒したピン数が少ない方のチームやストライク・スペアを取ったチームはそれ相応の条件で食べることになる。

### カロリーファイター
個人戦で、登場した3品の食品をカロリーの高い順に並べる。正解すれば豪華料理を堪能できるが、不正解の場合は指定されたカロリー分運動等で消費しなければならない。
食品だけでなく、運動などの消費カロリーを高い順に並べ替える問題も出題された。

### 落札者は誰だ?! ビビリオークション
入手困難とされる商品（または権利）を自腹で入札。最も高額な値段を付けた人が落札者になる。メンバーはビビリ王に使用されている心拍計を装備。入札後、落札者の値段が公開され、落札者の心拍計測器のグラフを公表。他の人に質問しながらその落札者を当てる（自分を指すこともできる）。見破った人数によって商品獲得者と支払う者が決まる。最高落札者は全員騙すか1人だけ見破られたら商品獲得、2人以上見破られたら支払い、その他の人は見破り成功で獲得、失敗で支払い。支払う金額は最高落札者が付けた金額を支払う者で均等に割ったもの。
この企画の初めてのゲストの一人に和田アキ子がいたが、そのとき最も多く現金を所持していたのが和田であり、その和田しか払えない金額が表示されたために直ぐに和田が落札者だと判明した。このことがあってから自分が所持している金額以上の金額で入札することが可能になった。その場合、不足分は番組から借りる形になる。

### 命がけのレシピ対決
草彅vsゲストの対決。双方、出された料理を食べて、その料理に使われていた具材を口頭で当てていく。最終的に、当てた具材の数が多かった方の勝利で、敗者は罰ゲームとして顔面パイ。

### お誕生日の女の子をお祝いしよう
かつて月一で放送されていた企画。事前に番組へ応募した草彅かユースケどちらかのファンである女の子の部屋へ伺い、その子の誕生日を祝う。ただし、その女の子がファンでなかった方は、罰ゲームを行うことになる。また、2000年の年末スペシャルでは特別に芸能人の誕生日を祝う企画が行われ、12月に誕生日を迎える女優の牧瀬里穂とお笑い芸人オセロの松嶋尚美を祝った。

### ナギアンルーレット
- 初期の頃の企画。草彅・ユースケが選出した通行人に、その場で「草○剛」の「○」の部分の文字を書いてもらう（要するに「彅」の文字を書いてもらう）。正しく書けた場合はユースケが、書けなかった場合は草彅が、罰ゲームとして顔面パイ。
- また、1回限りの別バージョンとして「えがしらンルーレット」というものもあった。これは「江頭○:○○」の○部分の文字を書いてもらうもの（正解は「2:50」）で、この場合は正解時に草彅が、不正解時に江頭2:50が顔面パイ。解答者はいずれも正解する気がまったくなく（「2:49」とか「2:51」とか書かれた）、江頭が3回連続で顔面パイを食らった。ほか、萩原流行の「ながれ」を書かせる「ながれアンルーレット」も初年のクリスマスSPで行われた。
- 「たくやんルーレット」で木村拓○の○部分（ゲストの木村拓哉の「哉」の文字）を書いてもらうものもあった。木村の予想通り「也」と書いてしまったり、「彅」を書くものと思い込み「弓」と書いてしまうなどで、勝利した草彅から、木村が顔面にパイを受けていた。
- 2000年5月30日には企画「草彅剛の部屋」のセット内で笑福亭鶴瓶がゲストの際、「ベーアンルーレット」が行われた。「笑福亭鶴○」の瓶の字を書いてもらうものであった。

エピソード
「ベーアンルーレット」の際に、鶴瓶がその場にいるお客さんの中から1人を選んで瓶の字を書いてもらう前に、ユースケが「草彅の彅という字も難しいけれども」と話すと、鶴瓶は「彅は難しいけど、書けるで。俺は長いこと、仕事してたから」と言いながら、テーブルに指で書いていた。

### 勝手にフードファイト!
変則大食い対決。
ルール
- 2000年に放送されていた草彅主演の連続テレビドラマ『フードファイト』のタイトルが企画名に入っている。
- 飲食店に食事をしにやって来た彅スケと有名人が大食い対決をする。なお、対戦相手には対決をしていることを教えず、彅スケが別の場所で同時に対決をするというスタンスで、あとで対決をしていたことを明かす。
- 類似企画として、2002年11月26日に放送された「ボブ・サップと対決」というものがある。相違点は最初からボブに挑戦状を渡していたこと。
- 対戦相手は、蝶野正洋、大仁田厚、武藤敬司といったプロレスラー、ビビるの2人など。

### 国内A級ライセンス習得への道!!
人気企画の「普通免許一発合格への道」が終了後に始まった運転系の企画。

## 当番組のコーナーのアプリ
いずれもテレビ朝日のモバイルサイト内のテレ朝GAMESにて利用可能のミニゲーム。ザ・ギリギリマスター!と物件拝見トレジャーバトルが題材になったアプリが3種配信されている。会員登録とモバコインの購入が必要。